# Мост над Дряновска река
Мостът над Дряновска река е построен през 1861 г. от майстор Колю Фичето в Дряново. Това е единственият негов мост, който останал в оригиналния си вид до наши дни.
Дължината на моста е 38,5 m, а ширината на платното и тротоарчетата е 5 m. Той е с четири свода с различни по големина отвори, стъпили върху три масивни каменни колони. Най-висок е вторият свод. Над него мостовото платно е леко изгърбено. Мостовите колони са с водорези и аркирани отвори за пропускане на високите води. Настилката на моста е с едър калдъръм, а на тротоарите – плочи, които излизат пред блоковете на сводовете и парапета, за да образуват корниз и подчертаят извивката на платното. Формата на всички арки на сводове и водоотточни отвори е подчертана с корниз.
През 1877 г., по време на Руско-турската война, по моста минава руската артилерия начело с ген. Йосиф Гурко. Мостът издържа огромната тежест без проблем.